# Apolipoprotéine O
L'apolipoprotéine O (ou ApoO) est une apolipoprotéine appartenant à la famille des protéoglycanes. Son gène est APOO.

## Structure
La protéine comprend 198 acides aminés. Elle est détectée au sein des LDL, VLDL et HDL.